# Ceratiscada leviata
Ceratiscada leviata är en fjärilsart som beskrevs av Fox 1942. Ceratiscada leviata ingår i släktet Ceratiscada och familjen praktfjärilar. Inga underarter finns listade i Catalogue of Life.